# Schloßberg 29 (Quedlinburg)

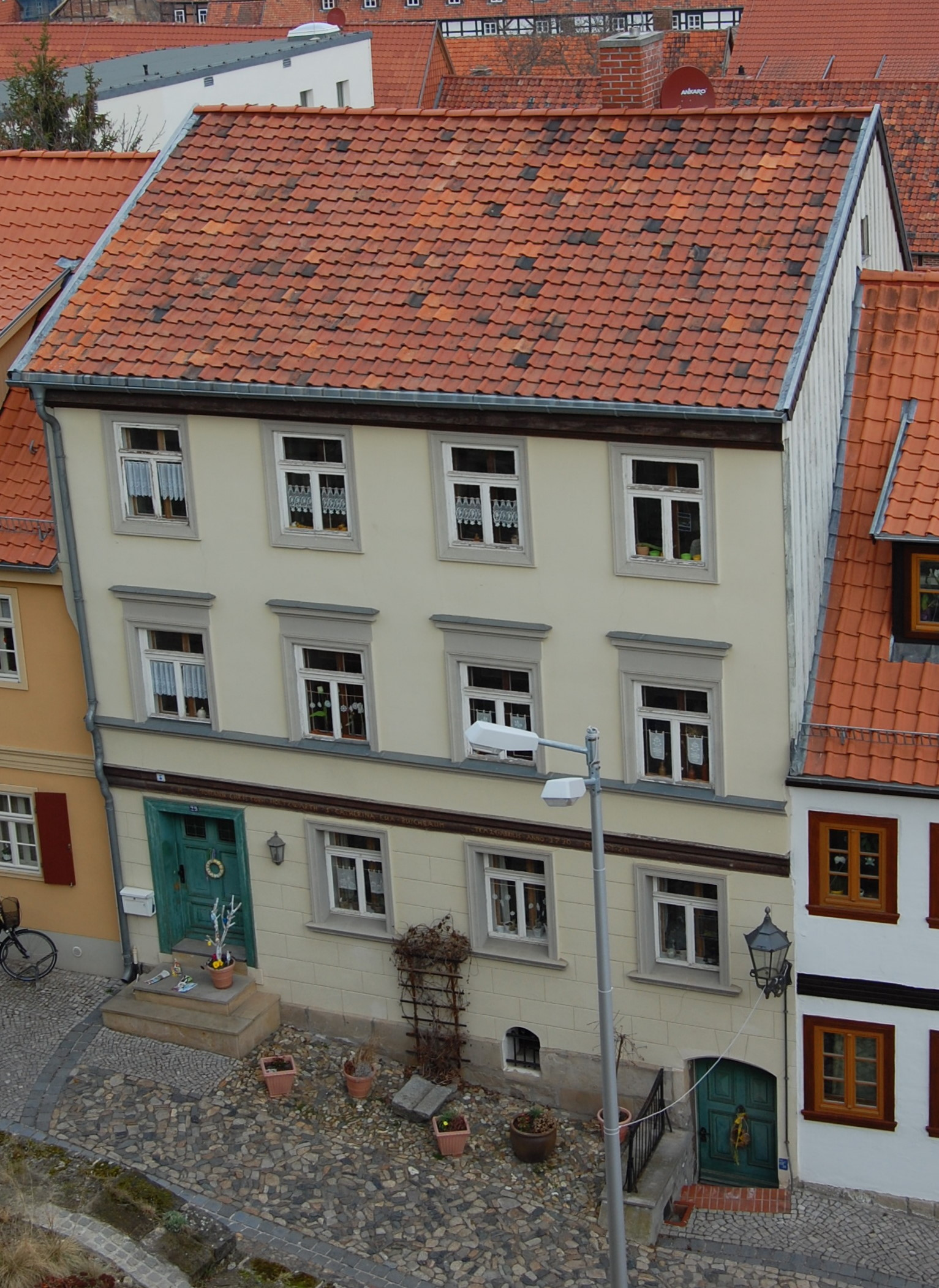
Haus Schloßberg 29

Das Haus Schloßberg 29 ist ein denkmalgeschütztes Gebäude in der Stadt Quedlinburg in Sachsen-Anhalt.

## Lage
Es befindet sich nordöstlich des Quedlinburger Schloßbergs. Unmittelbar westlich grenzt das gleichfalls denkmalgeschützte Gebäude Schloßberg 28 an. Im Quedlinburger Denkmalverzeichnis ist das zum UNESCO-Weltkulturerbe zählende Haus als Wohnhaus eingetragen.

## Architektur und Geschichte
Das verputzte dreigeschossige Fachwerkhaus wurde auf einem gemauerten Tiefparterre und darunterliegendem Rundgewölbekeller aus Naturstein errichtet. Es entstand nach einer Inschrift auf dem Tragbalken im Jahr 1730 für die Bauherren Christoph Holzwarth und Catharina Eva Buschhorn. Auf den Zimmermann Joachim Trost als Baumeister verweisen die Buchstaben M.J.A.T.ZM. der Inschrift. Ihm sind in Quedlinburg auch die Zimmermannsarbeiten der Häuser Gröpern 5, 6, Mühlenstraße 5 und An der Kunst 8 zuzurechnen.
In der Zeit um 1850/1860 wurde das Gebäude aufgestockt. Zugleich wurde das Erscheinungsbild durch die Anlage einer Putzimitation von Quadern sowie von Fenstergewänden verändert, die Schwelle des alten Kernbaus blieb jedoch sichtbar.